# Férfi egyéni toronyugrás a 2012. évi nyári olimpiai játékokon
A 2012. évi nyári olimpiai játékokon a műugrás férfi egyéni 10 méteres toronyugrás versenyszámát augusztus 10. és 11. között rendezték meg az Aquatics Centre-ben.
Az amerikai David Boudia végzett az első helyen, az ezüstérmes a kínai Csiu Po, a bronzérmes pedig a brit Tom Daley lett. Az utolsó sorozat előtt még a 18 esztendős Daley vezetett – igaz mindössze 15 századdal kínai és amerikai riválisa előtt –, utolsó ugrására azonban csak 90,75 pontot kapott, míg a másik kettő száz pont felett, ezért csak a harmadik hely maradt neki.

## Versenynaptár
Az időpontok helyi idő szerint, zárójelben magyar idő szerint olvashatóak.
| Dátum                        | Időpont       | Forduló   |
| ---------------------------- | ------------- | --------- |
| 2012. augusztus 10., péntek  | 19:00 (20:00) | Selejtező |
| 2012. augusztus 11., szombat | 10:00 (11:00) | Elődöntő  |
| 2012. augusztus 11., szombat | 20:30 (21:30) | Döntő     |

## Eredmény
Kékkel az elődöntősök vannak jelölve, zölddel pedig a döntősök.
| #  | Ország                 | Név                       | Selejtező | Selejtező | Elődöntő | Elődöntő | Döntő  | Döntő   |
| #  | Ország                 | Név                       | Pontok    | Rangsor   | Pontok   | Rangsor  | Pontok | Rangsor |
| -- | ---------------------- | ------------------------- | --------- | --------- | -------- | -------- | ------ | ------- |
|    | Egyesült Államok (USA) | David Boudia              | 439,15    | 18        | 531,15   | 3        | 568,65 | 1       |
|    | Kína (CHN)             | Csiu Po                   | 563,70    | 1         | 563,55   | 1        | 566,85 | 2       |
|    | Nagy-Britannia (GBR)   | Tom Daley                 | 448,45    | 15        | 521,10   | 4        | 556,95 | 3       |
| 4  | Oroszország (RUS)      | Viktor Minyibajev         | 449,05    | 14        | 514,15   | 6        | 527,80 | 4       |
| 5  | Kuba (CUB)             | José Guerra               | 440,90    | 17        | 501,90   | 9        | 527,70 | 5       |
| 6  | Kína (CHN)             | Lin Jüe                   | 532,15    | 2         | 541,80   | 2        | 527,30 | 6       |
| 7  | Mexikó (MEX)           | Iván García               | 491,70    | 6         | 497,40   | 10       | 521,65 | 7       |
| 8  | Németország (GER)      | Martin Wolfram            | 496,80    | 4         | 519,00   | 5        | 506,65 | 8       |
| 9  | Egyesült Államok (USA) | Nicholas McCrory          | 480,90    | 8         | 506,50   | 7        | 505,40 | 9       |
| 10 | Németország (GER)      | Sascha Klein              | 525,05    | 3         | 503,75   | 8        | 496,30 | 10      |
| 11 | Kanada (CAN)           | Riley McCormick           | 452,75    | 11        | 495,60   | 12       | 493,35 | 11      |
| 12 | Ukrajna (UKR)          | Olekszandr Bondar         | 481,65    | 7         | 496,30   | 11       | 443,70 | 12      |
| 13 | Ausztrália (AUS)       | Matthew Mitcham           | 457,20    | 9         | 482,40   | 13       |        |         |
| 14 | Mexikó (MEX)           | Germán Sánchez            | 495,85    | 5         | 477,30   | 14       |        |         |
| 15 | Ukrajna (UKR)          | Anton Zaharov             | 451,35    | 12        | 464,70   | 15       |        |         |
| 16 | Oroszország (RUS)      | Gleb Galperin             | 445,60    | 16        | 453,80   | 16       |        |         |
| 17 | Kolumbia (COL)         | Víctor Ortega             | 450,60    | 13        | 439,55   | 17       |        |         |
| 18 | Kuba (CUB)             | Jeinkler Aguirre          | 453,50    | 10        | 436,95   | 18       |        |         |
| 19 | Malajzia (MAS)         | Bryan Lomas               | 434,95    | 19        |          |          |        |         |
| 20 | Ausztrália (AUS)       | James Connor              | 427,45    | 20        |          |          |        |         |
| 21 | Fehéroroszország (BLR) | Vadzim Kaptur             | 420,60    | 21        |          |          |        |         |
| 22 | Kolumbia (COL)         | Sebastián Villa Castañeda | 419,25    | 22        |          |          |        |         |
| 23 | Nagy-Britannia (GBR)   | Peter Waterfield          | 412,45    | 23        |          |          |        |         |
| 24 | Norvégia (NOR)         | Amund Gismervik           | 401,55    | 24        |          |          |        |         |
| 25 | Svédország (SWE)       | Christofer Eskilsson      | 375,30    | 25        |          |          |        |         |
| 26 | Dél-Korea (KOR)        | Pak Csiho                 | 370,50    | 26        |          |          |        |         |
| 27 | Olaszország (ITA)      | Francesco Dell’Uomo       | 370,25    | 27        |          |          |        |         |
| 28 | Olaszország (ITA)      | Andrea Chiarabini         | 367,75    | 28        |          |          |        |         |
| 29 | Kanada (CAN)           | Eric Sehn                 | 363,90    | 29        |          |          |        |         |
| 30 | Brazília (BRA)         | Hugo Parisi               | 363,70    | 30        |          |          |        |         |
| 31 | Fehéroroszország (BLR) | Cimafej Hardzejcsik       | 350,05    | 31        |          |          |        |         |
| 32 | Észak-Korea (PRK)      | Ri Hjundzsu               | 331,30    | 32        |          |          |        |         |